# Port-au-Prince

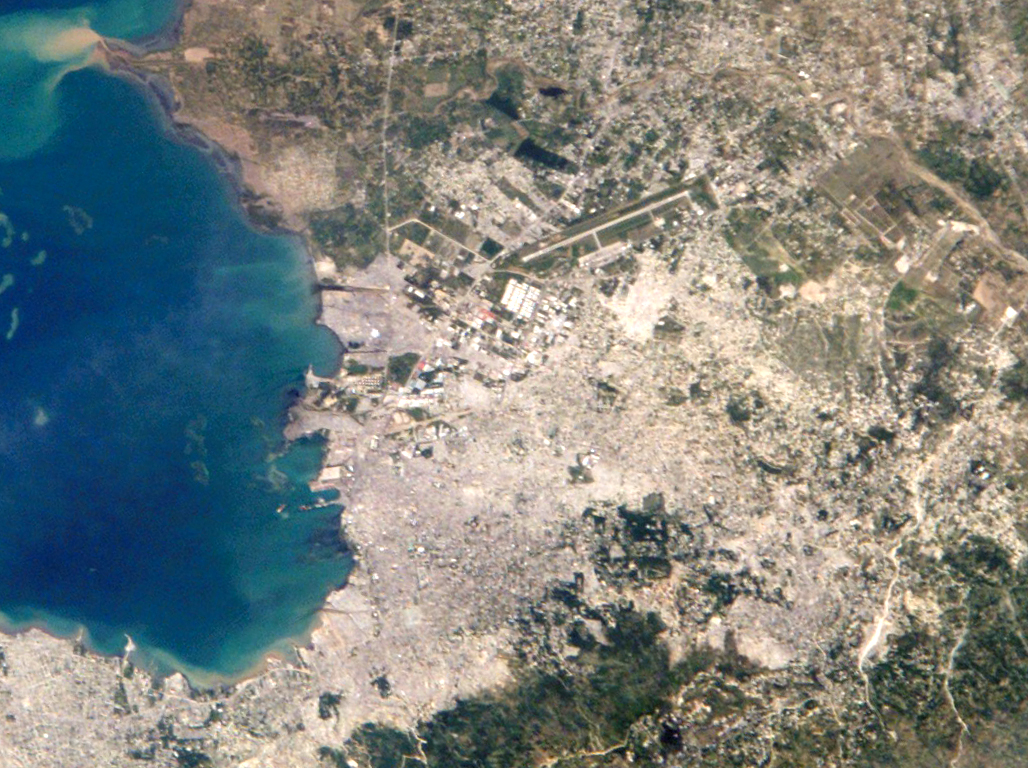
Vista de satèl·lit de Port-au-Prince

Port-au-Prince (Pòtoprens en crioll haitià), amb una població estimada d'1.300.000 habitants (2005) i més de dos milions a l'aglomeració urbana, és la capital i la ciutat principal d'Haití. Està situada en una badia del golf de la Gonâve. La ciutat exporta cafè i sucre. Port-au-Prince té fàbriques agroalimentàries, de sabó, tèxtils i de ciment. A més, solia exportar sabates, pilotes d'esport, etc.
Fou fundada el 1749 per plantadors de sucre francesos. El 1770, reemplaçà Cap-Haïtien com a capital de la colònia de Saint-Domingue, i el 1804 va esdevenir la capital del nou estat independent d'Haití. Abans de la independència fou capturada per les tropes britàniques el 4 de juny de 1794.
Hi destaquen els molls, la Universitat d'Haití, el Palau Nacional, el Museu Nacional i la basílica de Notre-Dame.

## Etimologia
Port-au-Prince significa literalment "Port del Príncep", però no és clar quin príncep fou l'homenatjat. Segons una teoria, el lloc duu el nom per Le Prince, un vaixell capitanejat per Saint-André que va arribar a la zona el 1706. Amb tot, els illots de la badia ja eren coneguts com a illets du Prince el 1680, abans de l'arribada del vaixell. A més, el port i la regió circumdant van continuar sent coneguda com a Hôpital, que rep el nom de l'hospital dels filibusters.
El comissari colonial francès Étienne Polverel va anomenar la ciutat Port-Républicain el 23 de setembre de 1793 "per tal que els habitants tinguessin contínuament presents les obligacions que els va imposar la Revolució Francesa". Posteriorment va ser canviat de nom a Port-au-Prince per Jacques I, emperador d'Haití.
Quan Haití es va dividir entre un regne al nord i una república al sud, Port-au-Prince va ser la capital de la república, sota la direcció d'Alexandre Pétion. Henri Christophe va canviar el nom de la ciutat a Port-aux-Crimes després de l'assassinat de Jacques I a Pont Larnage.

## Història

### Colonització espanyola
Abans de l'arribada de Cristòfor Colom, l'illa de la Hispaniola estava habitada pels taïnos, que hi van arribar aproximadament cap el 2600 aC en grans canoes. Es creu que provenien principalment del que ara és l'est de Veneçuela. Quan Colom hi va arribar, el 1492, la regió estava sota el control del cacic Bohechio. Ell, com els seus predecessors, temia establir-se massa a prop de la costa; on podien ser fàcils objectius pels indis caribs, que vivien a les illes veïnes. A l'arribada dels castellans a l'illa hi vivien uns 400.000 taïnos, però 30 anys després ja no en quedava cap.
Amb l'arribada dels espanyols, els amerindis es van veure obligats a acceptar un protectorat i Bohechio, sense fills, va ser succeït per la seva germana, Anacaona, esposa del cacic Caonabo. Finalment, l'administració colonial espanyola va decidir governar directament i, el 1503, Nicolás de Ovando, aleshores governador, es disposava a acabar amb el règim dirigit per Anacaona. La va convidar a ella i a d'altres líders tribals a una festa i, quan els amerindis havien begut una bona quantitat de vi, va ordenar la mort de la majoria dels convidats. Anacaona es va salvar, però fou penjada públicament poc després. Mitjançant violència i assassinats, els colons espanyols van delmar la població autòctona.
Establert el domini espanyol directe sobre la zona, Ovando va fundar un assentament no gaire lluny de la costa (a l'oest d'Etang Saumâtre), anomenat irònicament Santa Maria de la Paz Verdadera, que seria abandonat diversos anys després. Poc després, Ovando va fundar Santa Maria del Puerto. Aquest establiment va ser cremat per primera vegada pels exploradors francesos el 1535 i el 1592 pels anglesos. Aquests assalts ser excessius per a l'administració colonial espanyola i el 1606 va decidir abandonar la regió.

### Dominació dels flibustiers
Durant més de 50 anys la zona que avui és Port-au-Prince gairebé no va estar habitada. Poc a poc alguns bucaners van començar a utilitzar-la com a base i els comerciants holandesos van començar a freqüentar-la a la recerca de pells. Cap al 1650 els flibustiers francesos, que es quedaven sense espai a l'illa de la Tortuga, van començar a arribar a la costa i van establir una colònia a Trou-Bordé. A mesura que la colònia creixia, van establir un hospital a poca distància de la costa, a les parts elevades de Turgeau. Això va fer que la regió fos coneguda com a Hôpital.
Tot i que no hi havia hagut presència espanyola real a Hôpital durant més de 50 anys, Espanya va mantenir la seva reclamació formal sobre el territori i la presència creixent dels flibusters francesos en terres aparentment espanyoles va provocar que la corona espanyola hi enviés soldats castellans per recuperar-lo. La missió va resultar ser un desastre per als espanyols, ja que eren superats en nombre i superats, i el 1697, el govern espanyol va signar el tractat de Ryswick, renunciant a qualsevol reclamació a Hôpital. En aquesta època, els francesos també van establir bases a Ester (part de Petite Rivière) i Gonaïves.
Ester era un poble ric, habitat per comerciants i on va vivia el governador. Després d'un gran incendi el 1711, Ester va ser abandonada. Tot i això, la presència francesa a la regió va continuar creixent i poc després es va fundar una nova ciutat al sud, Léogâne.
La regió que més tard havia d'acollir Port-au-Prince va ser la dels filibusters. A mesura que la regió es va convertir en una veritable colònia francesa, l'administració colonial es va preocupar per la presència continuada d'aquests pirates. Tot i que eren útils per repel·lir les incursions angleses, eren força independents i no obeïen cap ordre de l'administració colonial i eren una amenaça per a la mateixa. Durant l'hivern de 1707 el comte François Joseph de Choiseul-Beaupré (1650-1711), governador de la regió, va intentar desfer-se d'ells. Va insistir a obtenir el control d'Hôpital, cosa que els bucaners van rebutjar, veient la petició com una humiliació. Van preferir tancar l'hospital en lloc de lliurar-lo al governador, i molts d'ells es van convertir en agricultors i els primers habitants europeus estables de la regió.

### La fundació de Port-au-Prince
Tot i que l'eliminació dels bucaners d'Hôpital com a grup va enfortir l'autoritat de l'administració colonial, també va fer la regió més vulnerable als atacs anglesos. Per tal de protegir-lo, el capità de Saint-André va arribar a la badia a bord del vaixell anomenat Le Prince. Saint-André va anomenar el lloc "Le Port du Prince", encara que el port i la regió continuessin sent coneguts com a Hôpital.
Els anglesos no van atacar aquell establiment i diversos nobles van demanar subvencions de terres a la corona francesa. Poc a poc l'administració colonial s’adonava que calia establir una capital per gestionar millor la part francesa de la Hispaniola, Saint-Domingue. Le Petit Goâve i Léogane van competir per aquest honor, però ambdós van ser finalment descartats per diversos motius. No es trobaven en una posició central a la colònia, el clima de Petit Goâve era massa propens a la malària i la topografia de Léogane en dificultava la defensa. Així, el 1749 es va construir una nova ciutat, Port-au-Prince, que passaria a exercir les funcions de capital de la colònia a partir de 1770, en substitució de Cap-Français. Durant la Revolució Francesa la ciutat fou coneguda com a "Port-Républicain".
Després del fracàs de l'expedició de Saint-Domingue de 1802 de Charles Victoire Emmanuel Leclerc, Saint-Domingue, la ciutat es va convertir el 1804 en la capital del nou país independent, Haití. Quan Jean-Jacques Dessalines va ser assassinat el 1806, Port-al-Príncep es va convertir en la capital del sud dominat pels mulats (Cap-Haïtien era la capital del nord dominat pels negres). Es va restablir com la capital de tot Haití quan el país es va unificar de nou el 1820. es va dividir en regne (nord) i república (sud), Port-au-Prince fou la capital de la república sota Alexandre Pétion.

### El terratrèmol de 2010
En el passat, Port-au-Prince ja ha estat destruït per nombrosos terratrèmols, especialment els de 1751 i 1770. Altres menys importants van tenir lloc el 1860, 1918, 1922, 1956 i 1962. El que va tenir lloc el 12 de gener de 2010, de magnitud 7,0 Mw, va ser particularment devastador i mortal. Una gran part de la ciutat va quedar destruïda o molt afectada, per exemple el Palau Presidencial i l'edifici de l'Assemblea Nacional. El mateix va passar amb la catedral, el centre penitenciari i com a mínim un hospital. Més de 300.000 persones van morir a tot el país.

## Geografia
L'àrea metropolitana se subdivideix en diverses comunes (districtes). Hi ha un anell de districtes que irradien des de la comuna de Port-au-Prince. Pétion-Ville és una rica comuna suburbana situada al sud-est de la ciutat. Delmas es troba al sud de l'aeroport i al nord del centre de la ciutat, i la comuna bastant pobra de Carrefour es troba al sud-oest de la ciutat.
La comuna acull molts barris marginals amb alts índexs de violència, com ara Cité Soleil. Tanmateix, Cité Soleil s’ha separat recentment de Port-al-Príncep per formar una comuna pròpia. La zona del Champ de Mars ha començat a desenvolupar infraestructures modernes, però és el centre de la ciutat on es projecten la majoria d'esforços de modernització a la capital.

### Clima
Port-au-Prince té un clima humit i sec tropical (Aw segons la Classificació climàtica de Köppen), amb temperatures relativament constants al llarg de l'any. L'estació humida va de març a novembre, amb precipitacions màximes durant el mes d'abril i maig i d'agost a octubre, i un cert parèntesi durant els mesos de juny i juliol.
| Dades climàtiques a Port-au-Prince | Dades climàtiques a Port-au-Prince | Dades climàtiques a Port-au-Prince | Dades climàtiques a Port-au-Prince | Dades climàtiques a Port-au-Prince | Dades climàtiques a Port-au-Prince | Dades climàtiques a Port-au-Prince | Dades climàtiques a Port-au-Prince | Dades climàtiques a Port-au-Prince | Dades climàtiques a Port-au-Prince | Dades climàtiques a Port-au-Prince | Dades climàtiques a Port-au-Prince | Dades climàtiques a Port-au-Prince | Dades climàtiques a Port-au-Prince |
| Mes                                | gen                                | febr                               | març                               | abr                                | maig                               | juny                               | jul                                | ag                                 | set                                | oct                                | nov                                | des                                | anual                              |
| ---------------------------------- | ---------------------------------- | ---------------------------------- | ---------------------------------- | ---------------------------------- | ---------------------------------- | ---------------------------------- | ---------------------------------- | ---------------------------------- | ---------------------------------- | ---------------------------------- | ---------------------------------- | ---------------------------------- | ---------------------------------- |
| Màxima mitjana °C (°F)             | 31 (88)                            | 31 (88)                            | 32 (90)                            | 32 (90)                            | 33 (91)                            | 35 (95)                            | 35 (95)                            | 35 (95)                            | 34 (93)                            | 33 (91)                            | 32 (90)                            | 31 (88)                            | 32.8 (91.2)                        |
| Mitjana diària °C (°F)             | 27 (81)                            | 26.5 (79.7)                        | 27 (81)                            | 28 (82)                            | 28 (82)                            | 30 (86)                            | 30 (86)                            | 29.5 (85.1)                        | 28 (82)                            | 28 (82)                            | 27 (81)                            | 26.5 (79.7)                        | 27.96 (82.29)                      |
| Mínima mitjana °C (°F)             | 23 (73)                            | 22 (72)                            | 22 (72)                            | 23 (73)                            | 23 (73)                            | 24 (75)                            | 25 (77)                            | 24 (75)                            | 24 (75)                            | 24 (75)                            | 23 (73)                            | 22 (72)                            | 23.3 (73.8)                        |
| Pluja mitjana mm (polzades)        | 33 (1.3)                           | 58 (2.28)                          | 86 (3.39)                          | 160 (6.3)                          | 231 (9.09)                         | 102 (4.02)                         | 74 (2.91)                          | 145 (5.71)                         | 175 (6.89)                         | 170 (6.69)                         | 86 (3.39)                          | 33 (1.3)                           | 1.353 (53,27)                      |
| Mitjana de dies de pluja (≥ 1 mm)  | 3                                  | 5                                  | 7                                  | 11                                 | 13                                 | 8                                  | 7                                  | 11                                 | 12                                 | 12                                 | 7                                  | 3                                  | 99                                 |
| Mitjana mensual d'hores de sol     | 279.0                              | 254.2                              | 279.0                              | 273.0                              | 251.1                              | 237.0                              | 279.0                              | 282.1                              | 246.0                              | 251.1                              | 240.0                              | 244.9                              | 3.116,4                            |
| Font: Climate & Temperature        |                                    |                                    |                                    |                                    |                                    |                                    |                                    |                                    |                                    |                                    |                                    |                                    |                                    |

## Fills il·lustres
- Ludovic Lamothe, (1882-1963), pianista i compositor.
- Nadine Magloire (1932), escriptora.